# Тункалькыёхан
Тункалькыёхан (устар. Тунальки-Ёган) — река в России, протекает по территории Ямало-Ненецкого автономного округа. Устье реки находится в 86 км по левому берегу реки Айёган. Длина реки составляет 23 км.
В 5 км от устья по левому берегу реки впадает река Стрежневая.
Система водного объекта: Айёган → Корылькы → Таз → Карское море.

## Данные водного реестра
По данным государственного водного реестра России относится к Нижнеобскому бассейновому округу, водохозяйственный участок реки — Таз. Речной бассейн реки — Таз.
Код объекта в государственном водном реестре — 15050000112115300065499.